# Kawahara Reki
Kawahara Reki (川原 礫 (Xuyên Nguyên Lịch), sinh ngày 17 tháng 8 năm 1974) là một tác giả light novel người Nhật Bản. Ông được biết đến là người sáng tác Sword Art Online và Accel World. Ông cũng viết các bộ light novel khác như The Isolator.

## Sự nghiệp
Kawahara viết tập đầu tiên của Sword Art Online vào năm 2001, tác phẩm dự thi cho Giải thưởng Dengeki của ASCII Media Works năm 2002 (電 撃 ゲ ー ム 小説 大 賞, Dengeki Game Shōsetsu Taishō, hiện nay là Dengeki Novel Prize), nhưng không  được chấp nhận vì vượt quá giới hạn số trang; thay vào đó, ông đã xuất bản nó dưới dạng light novel trên trang web của mình dưới bút danh Kunori Fumio (九里 史生).
Ông đã đưa cuốn tiểu thuyết Accel World tới với Giải thưởng Dengeki lần thứ 15 của ASCII Media Works vào năm 2008, cuốn tiểu thuyết giành được Giải thưởng Lớn. Bản tiểu thuyết đầu tiên được xuất bản bởi ASCII Media Works vào ngày 10 tháng 2 năm 2009 được in ấn bởi Dengeki Bunko. Tính đến ngày 7 tháng 9 năm 2018, 23 tập đã được xuất bản. Một bộ anime được ra mắt vào tháng 4 năm 2012. Tính đến ngày 7 tháng 9 năm 2018, 23 tập đã được xuất bản. Sau khi đạt được danh tiếng từ giải thưởng Dengeki, Kawahara đã tái bản Sword Art Online dưới dạng bản in. 21 tập được xuất bản tính đến tháng 12 năm 2018, cũng như sáu tập của Sword Art Online: Progressive. Một bộ anime được công chiếu vào tháng 7 năm 2012 và tiếp theo là bộ phim truyền hình Sword Art Online Extra Edition vào ngày 31 tháng 12 năm 2013, bộ anime thứ hai, Sword Art Online II, vào tháng 7 năm 2014, bộ phim chiếu rạp, Sword Art Online: Ranh Giới Hư Ảo, vào tháng 2 năm 2017 và phần đầu tiên trong hai mùa của xê ri anime mùa thứ ba, Sword Art Online: Alicization, vào tháng 10 năm 2018.